# Popeye – Der Seemann mit dem harten Schlag
Popeye – Der Seemann mit dem harten Schlag (Originaltitel: Popeye) ist eine US-amerikanische Musikkomödie aus dem Jahr 1980. Regie führte Robert Altman, das Drehbuch schrieb Jules Feiffer anhand der Popeye-Cartoons.

## Handlung
Am Filmanfang wird in einer Zeichentricksequenz Popeye gezeigt, der sagt, er sei im falschen Film.
Der als Waise aufgewachsene Popeye sucht seinen verschollenen Vater. Er und Olive Oyl lernen Swee’pea kennen, der die Zukunft voraussagen kann. Swee’pea wird im Auftrag von Poopdeck Pappy entführt. Es stellt sich heraus, dass Poopdeck Pappy der Vater von Popeye ist. Weiterhin wird Swee’pea von dem Kapitän Bluto entführt, der einen Schatz sucht. Es kommt zum Kampf zwischen Bluto und Popeye, der ins Wasser geworfen wird. Der Seemann besiegt später Bluto und findet den Schatz.

## Kritiken
Die Zeitschrift Variety schrieb, der Film sei weit besser als man es erwarten könne. Ein Desaster zu vermeiden sei jedoch noch kein Erfolg. Die Handlung sei untragbar, der Film biete allerdings einige gute Songs. Die Darstellungen von Shelley Duvall und Paul L. Smith wurden gelobt.
Die Zeitschrift Cinema schrieb, die Komödie sei „Robert Altmans fehlgeschlagener Versuch, eine Zeichentrickfigur zum Leben zu erwecken“. Der Einsatz von Robin Williams sei noch das Beste. „Story und Gags überzeugen leider so wenig, wie die Musikeinlagen von Komponist Harry Nilsson.“

„Der mit Musicalelementen unternommene Versuch, den Mythos der Zeichentrickfigur in einen satirischen Zusammenhang mit amerikanischer Lebenseinstellung zu bringen, ist in Details zwar gelungen, viele Einfälle wirken jedoch konventionell und sehr bemüht.“

## Auszeichnungen
Der Film war im Jahr 1981 als Bester Fantasyfilm für einen Saturn Award nominiert.

## Hintergründe

Popeye Village (in der Nähe von Mellieħa, Malta)

Der Film wurde auf Malta gedreht. Seine Produktionskosten betrugen schätzungsweise 20 Millionen US-Dollar. Der Film spielte in den Kinos der USA ca. 49,8 Millionen US-Dollar ein.
Das Filmset auf Malta blieb nach dem Filmdreh erhalten und ist heute im Popeye Village Fun Park am Ufer der Anchor Bay zu besichtigen.